# Джон Вільям Годвард
Джон Вільям Годвард (англ. John William Godward; 9 серпня 1861 — 13 січня 1922) — англійський художник-неокласицист. Подібно серу Лоуренсу Альма-Тадемі, зараховується до «Мармурової школи», проте стиль його живопису не цілком відповідає канонам вікторіанського академізму. Можливо, він так і не отримав систематичної художньої освіти. Практично всі його роботи зображають жінок в античних драпіруваннях серед мармурових терас і рослин. Хоча в період 1887–1905 років Годвард виставлявся в Королівській академії мистецтв, він не отримав визнання своєї творчості і не вписувався в художнє середовище Англії. У 1911–1922 роках жив у Римі, який на тлі поширення авангардизму залишався оплотом неокласичного мистецтва. Через незатребуваність покінчив із собою у 1922 році. Його родичі, зайняті в страховому бізнесі, знищили майже всі сліди діяльності художника, не збереглося жодної його фотографії. Тільки з 1970-х років, на хвилі інтересу до декоративного і салонного мистецтва, живопис Годварда почав привертати увагу мистецтвознавців і колекціонерів, а його роботи стали цінуватися на антикварному ринку.

## Походження. Становлення

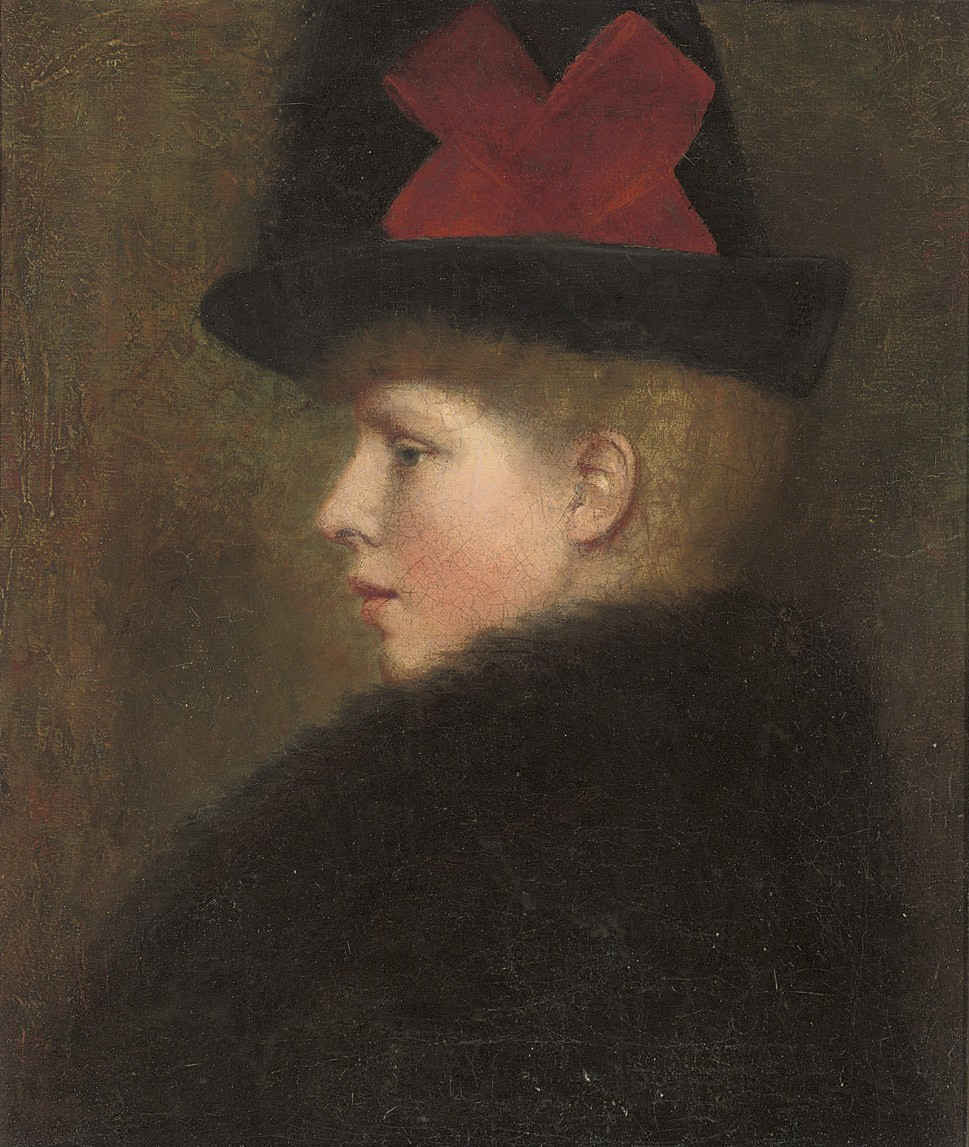
Портрет Нін. Учнівська робота 1882 чи 1883 року

Предки Годварда відомі з XVIII століття, причому старший син в кожному поколінні мав ім'я Джон; вони походили з Белема в графстві Суррей. Джон Годвард — батько художника, народився в 1836 році, і після одруження оселився в Баттерсі; це містечко на Темзі увійшло нині в межі Лондона. Він служив у страховій компанії на Фліт-стріт і завдяки вигідним вкладенням у Північні залізниці, зробив сімейний статок. Сімейство належало до середнього класу, вважалося респектабельним, але пуританським. У Джона Годварда і його дружини — уродженої Сари Еборолл — було п'ятеро дітей.
Джон Вільям Годвард був первістком у родині і народився будинку в Баттерсі, в п'ятницю, 9 серпня 1861 року. Назвали його на честь батька і діда. Був хрещений у церкві Св. Марії в Баттерсі 27 жовтня; батьки його належали до консервативної Високої церкви. У 1864 році родина переїхала в престижніший район Фулем, розташований на протилежному березі Темзи, там народилася сестра Джона — Марія-Фредеріка, в сім'ї її називали «Нін»; протягом усього життя вона ближче всіх спілкувалася з художником і теж була свого роду «білою вороною» в сім'ї. У міру зростання достатку, в 1866 році родина Годвардів в черговий раз переїхала в просторіший будинок у Фулемі, там вони прожили, принаймні до 1872 року. Відповідно до статистичного довідника 1876 року, у той час сім'я Годвардів жила вже у Вімблдоні.
Достеменно невідомо, коли Джон Вільям пішов до школи. Оскільки більша частина сімейного архіву була знищена, складно судити, в яких предметах він був успішним. Вже в дитинстві проявився його характер — йому були властиві поступливість і сором'язливість, тому біограф — В. Свонсон, вважав, що окрім малювання, він не дуже встигав у шкільних предметах. Батько прагнув, щоб його діти пішли стопами страхового клерка, причому всі сини, крім старшого, досягли успіху в бізнесі. Обставини, за яких Джон обрав професію художника, залишаються невідомими. Джон Вільям Годвард жив у батьківському домі до 26-річного віку, тому неможливо говорити про сімейний конфлікт. Надалі він вів замкнутий спосіб життя і всіляко обмежував своє коло спілкування.
За деякими даними, сімейство Годвардів спілкувалося з художником і декоратором Вільямом Гоффом Вонтнером (1814–1881), який працював у престижній фірмі Messrs. Holland and Sons, мав нагороди Всесвітньої виставки в Лондоні 1851 року, а його архітектурні проекти демонструвалися на виставці Академії мистецтв. Жив він недалеко від Вімблдону. На думку В. Свонсона, якщо Джон Вільям Годвард рано проявив мистецькі здібності, глава родини міг визнати професію архітектора або дизайнера відповідною соціальному стану сім'ї. Імовірно, Годвард-молодший навчався у Вонтнера в 1879–1881 роках, проте частину часу він проводив у страховій фірмі батька, готуючись долучитися до сімейної справи.
Найбільш рання живописна робота Годварда датується 1880–1881 роками, це портрет бабусі художника, написаний з фотографії (вона померла ще у 1866 році). За Свонсоном, портрет демонструє увагу до психології і ретельно виконана технічно, але архаїчна за стилем. Можливо Джон Годвард навчався разом зі старшим сином Вонтнера — Вільямом Кларком, оскільки надалі вони дружили і разом виставляли свої твори в Королівській академії мистецтв. В. Вонтнер помер у лютому 1881 року, на цьому перервалася початкова художня освіта Годварда.
У 1882 році сімейство Годвардів черговий раз переїхало у більш просторий будинок в Вімблдоні; Джон Вільям жив там до переїзду в Лондон у 1889 році. На думку В. Свонсона, Годвард міг навчатися екстерном у St. John's Wood Art School — це була підготовча школа для вступників до Королівської академії, заснована у 1880 році; там викладав Вільям Кларк Вонтнер. До цього періоду належить картина Годварда «Що малює Джотто», котра, можливо, є дипломною роботою, оскільки демонструє основні прийоми жанрового живопису, які викладалися в тогочасних художніх школах. Міг він навчатися і в Heatherley's School of Art в Челсі, до якої приходили з візитами такі знамениті художники як Лоуренс Альма-Тадема, Едвард Пойнтер та інші. Однак у списках студентів жодного художнього училища Англії Годварда не було.

## Вікторіанський художник

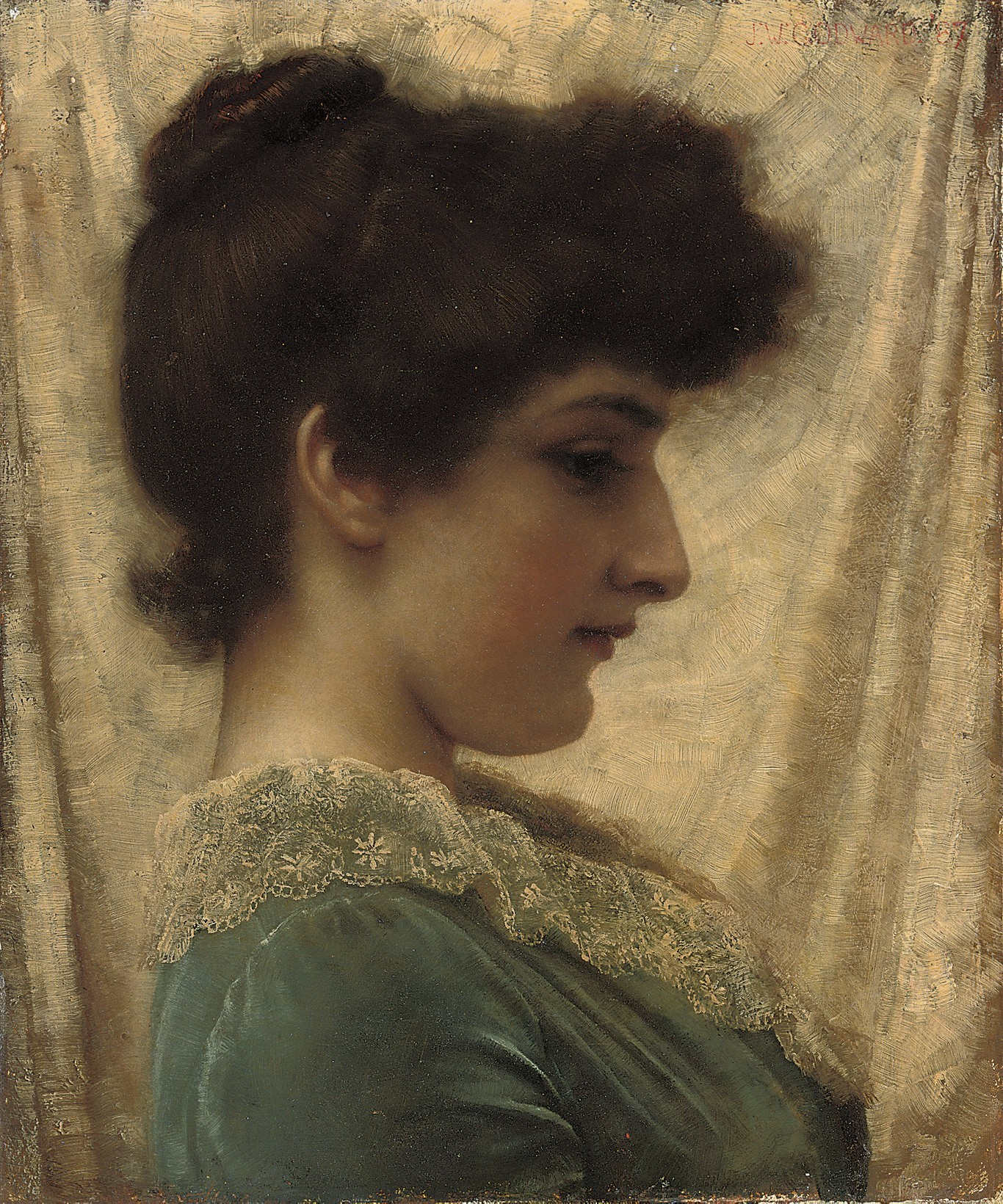
«Дора». Можливо, портрет Хетті Петтігрю, близько 1887 року

Годвард дебютував на літній виставці Академії мистецтв 1887 року в Берлінгтон-гаус в Лондоні. Він представив полотно «Жовтий тюрбан», яке було прийняте публікою схвально, хоча і не викликало великого резонансу. У каталозі виставки воно значилося під № 721, і не удостоїлося згадки в оглядових статтях. На думку біографа, навіть це стало для Годварда серйозним аргументом для того, щоб продовжувати кар'єру художника незважаючи на небажання батька. До 1905 року Годвард підтримував зв'язок з Академією і щорічно виставлявся на її експозиціях. З цього ж часу він звернувся до античної тематики, представивши на зимовій виставці 1887–1888 років Королівського товариства британських художників картину «Поппея». У той період Годвард активно експериментував з портретним живописом, і писав трьох сестер Петтігрю — відомих моделей того часу. Через них він познайомився з головою Товариства британських художників — Джеймсом Вістлером. Вістлер, однак, швидко втратив інтерес до Годварда, оскільки той обрав для себе амплуа антикознавця-декоратора, подібного Альма-Тадемі. Однак після відставки Вістлера з посади голови Товариства британських художників, у 1890 році Годвард був обраний його членом.

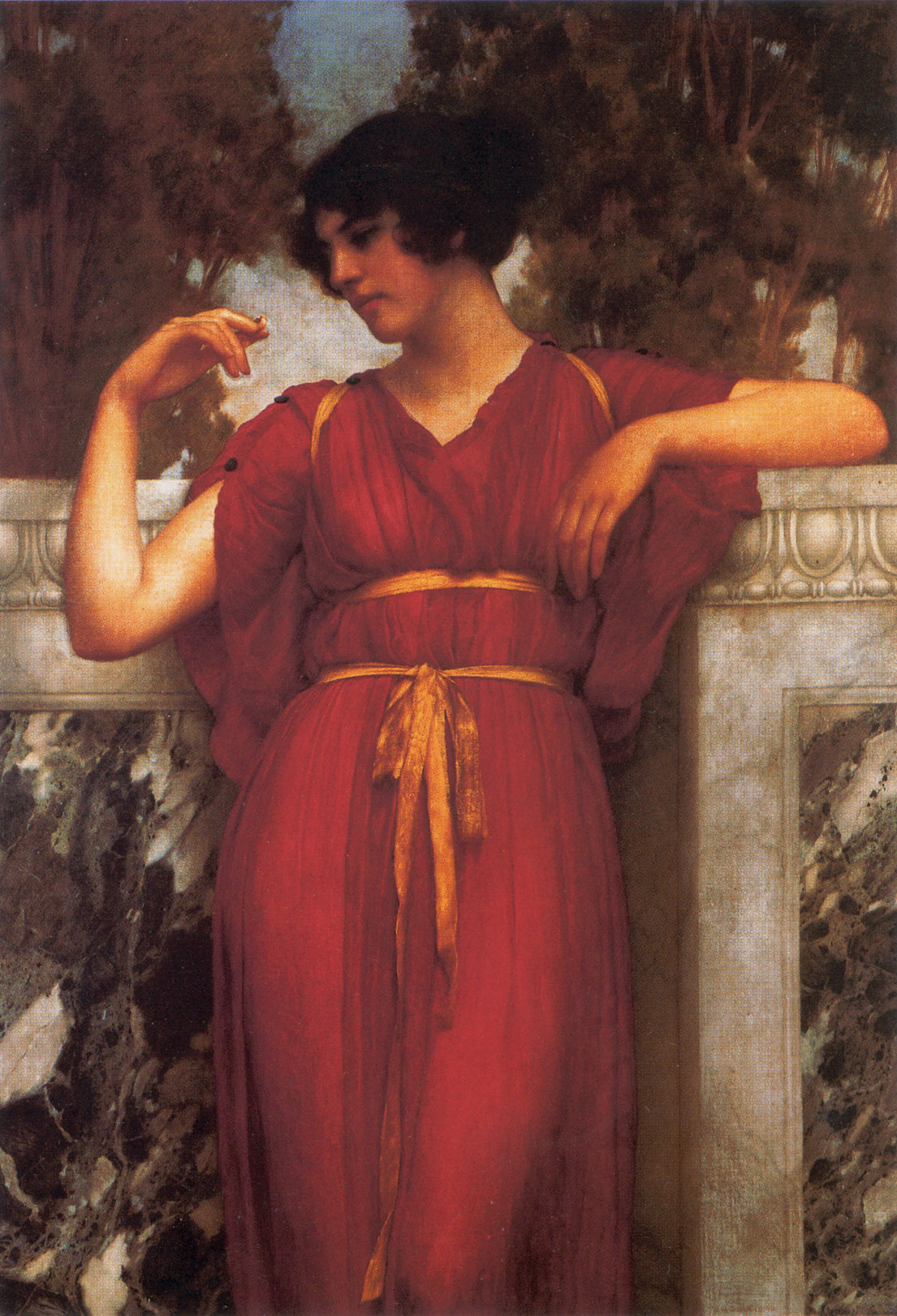
Кільце. Близько 1888

У 1888 році картина Годварда «Кільце», витримана в дусі Альма-Тадеми, звернула на себе увагу відомого арт-дилера тієї епохи — Томаса Макліна. Ця картина, разом з десятьма іншими, була виставлена в галереї Макліна у Вест-Енді. Маклін активно працював на лондонському ринку мистецтва з 1864 року, реалізуючи роботи Альма-Тадеми і Пойнтера, а також видавав репродукції картин, причому не тільки сучасних художників (академістів і натуралістів), а й старих майстрів. У тому ж році Годвард успішно виставлявся у Бірмінгемі, ставши визнаним членом спільноти вікторіанських художників, здатним заробляти собі на життя власною творчістю.
Після успішного дебюту, Годвард винайняв студію в Кенсінгтоні. Його сусідом виявився художник та ілюстратор, котрий тяжів до стилю пізніх прерафаелітів — Моріс Гріффенхаген (1862–1931). Студія була непридатна для житла, Годварду доводилося спати на підлозі або ночувати у друзів і знайомих. З часом в тому ж районі виявилося 27 студій художників, які неминуче спілкувалися один з одним; деякі з них здобули велику популярність.
До цього часу виробилася художня манера Годварда. На думку К. Вуда, якщо Альма-Тадема і Вонтнер писали сучасних їм англійок в образі античних гречанок і римлянок, або вбирали їх у східний одяг, то Годвард зосередився на повній передачі фізичного типу жінок античності, зображаючи моделей-італійок. Водночас в Кенсінгтоні було багато італійських емігрантів, які охоче позували художникам.
У 1889 році, досягнувши фінансового добробуту, Годвард остаточно порвав з батьківським домом, і зняв будинок зі студією в Челсі, який належав фірмі нерухомості, що спеціалізувалася на роботі з художниками; плата за проживання становила 24 фунта стерлінгів на рік. Студія розташовувалася поблизу художньої школи, в цьому районі було багато художників, там же з 1896 року мешкав Брем Стокер. У 1889 році Маклін організував у своїй галереї 25-у щорічну виставку, на якій були представлені 4 полотна Годварда.

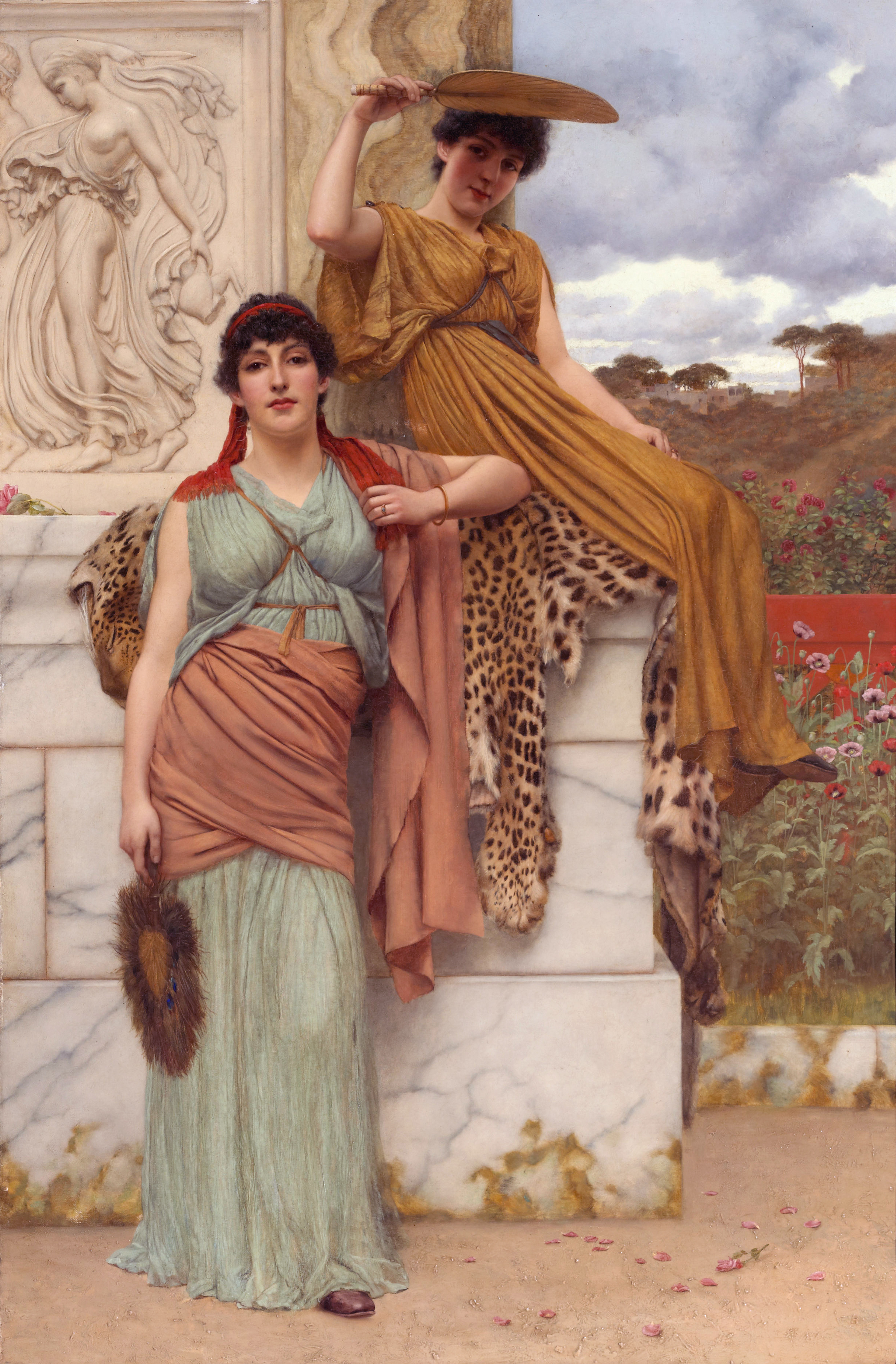
В очікуванні процесії, 1890

У 1889 році під впливом старшого брата Марія-Фредеріка Годвард втекла з батьківського дому і вийшла заміж за людину, старшу за неї на 14 років. Після народження двох дітей вони розлучилися: розлучення видавалося в колі Годвардів абсолютно неприйнятним, тому сестра зазнала осуду з боку братів — Едмунда та Альфреда — і батька. Заміж вдруге вона так і не вийшла, і після смерті батька повернулася в сім'ю опікуватися матір'ю.
У 1890 році ім'я Годварда фіксується в каталозі травневої виставки Королівської академії мистецтв. У той період він багато спілкувався з художником Вільямом Рейнольдсом-Стівенсом (1862–1943), який також залежав в стильовому відношенні від Альма-Тадеми і навіть гравірував по міді декоративну панель за мотивами полотна «Жінки Амфіси» на замовлення самого Тадеми, і брав участь в оздобленні його будинку. У творчості Годварда і Рейнольдса-Стівенса багато спільних екзотичних деталей, спільною в їх живописі була увага до найдрібніших деталей обстановки, складок одягу тощо. Розробляючи тему короля Артура та середніх віків, Вільям завершив кар'єру посвяченням у лицарі у 1931 році.
За 1890 рік Годвард створив, щонайменше, 21 велику роботу олією, виставивши на зимовій виставці Макліна п'ять картин, багато з них показують появу в його мистецтві зображення квітів. Творчість Годварда вперше привернула увагу критиків, оглядач журналу «Iln» писав, що художник полотном «В очікуванні процесії» «… в деякому відношенні слідує стопами Альма-Тадеми, і розміщує на занадто великому полотні занадто незначну подію». Інші критики відзначали, що Годварду, в порівнянні з Альма-Тадемою, не вистачає майстерності, скромності та стриманості. Літня виставка Академії 1891 року виявилася більш вдалою: визнання в пресі отримали полотна «Солодка сієста літнього дня» і «Клімена». Критик Генрі Блекберн без коментарів описав у своєму огляді зміст і колористику його картин. На відміну від Альма-Тадеми, Годвард уникав уваги преси до своїх робіт. У комерційному відношенні справи йшли зовсім непогано: судячи з листів Макліна 1892 року полотна Годварда купувалися, в середньому, за суми від 75 до 125 фунтів стерлінгів.

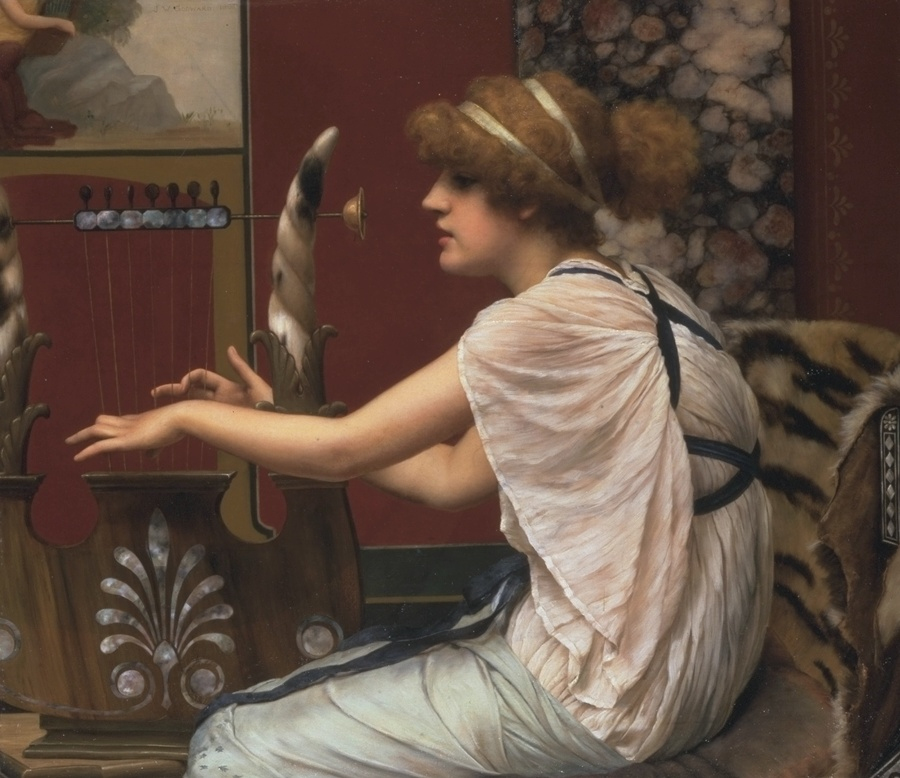
Ерато та її ліра. Картина, що демонструє зміни творчої манери Годварда, 1895

У 1892–1893 роках картини Годварда стали ще більш відомими завдяки тому, що Маклін замовив гравюри з восьми його робіт, їх виконав відомий німецький фахівець Франц Хансштегль. Репродукції Годварда друкувалися в журналах, таких як Cosmopolitan і Pearson; таким чином у художника з'явилася певна репутація. До 1893 року належать дві найвідоміші багатофігурні композиції Годварда — «Ендіміон» (за сюжетом поеми Кітса) і «Так чи ні?», на якій він, імовірно, зобразив самого себе.
У березні 1893 року помер дід художника — Вільям Годвард, який залишив своїм синам — батьку і дядьку Джона Вільяма — 12 000 фунтів (1 100 000 фунтів в цінах 2013 року). Художник був змушений написати портрет діда, і це єдиний його чоловічий портрет. У той же період він поступово відходить від співпраці з Товариством британських художників, оскільки антикласицистичні настрої в ньому стали визначальними. Тим не менш, в присвячених йому працях Годвард іменувався членом Товариства до самої своєї смерті, хоча не виставлявся в ньому з 1894 року.
У 1894 році Годвард переїхав в престижніший будинок зі студією, розташований на Фулем-роуд (№ 410), який відповідав його естетичним запитам. Самотність Годварда прогресувала, він ніколи не приймав у себе гостей і не влаштовував салонів. Будинок був оточений високою огорожею, за якою Годвард в буквальному сенсі сховався. Перебудова великого будинку була для нього занадто обтяжливою, і Годвард звів в саду одноповерхову студію, закінчену в 1895 році. Студія в певному сенсі походила на майстерню Альма-Тадеми, оскільки Годвард наповнив її предметами античного мистецтва — переважно, зліпками та копіями — і всіляко намагався стилізувати під Стародавній Рим: саме житло художника мало стати джерелом естетичних вражень. За описом кореспондента журналу The Connoisseur, студія Годварда була оздоблена мармуром і оточена фонтанами. Стилізація була настільки вдалою, що «крики, що доносяться з сусіднього футбольного поля, можуть здатися ревом натовпу в класичному амфітеатрі». Переїзд в новий будинок певною мірою змінив манеру письма і стиль робіт Годварда.

## Пік творчості

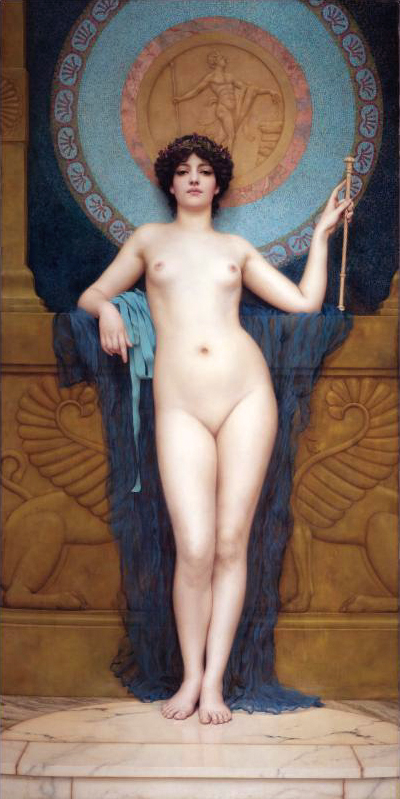
Кампаспа, 1896

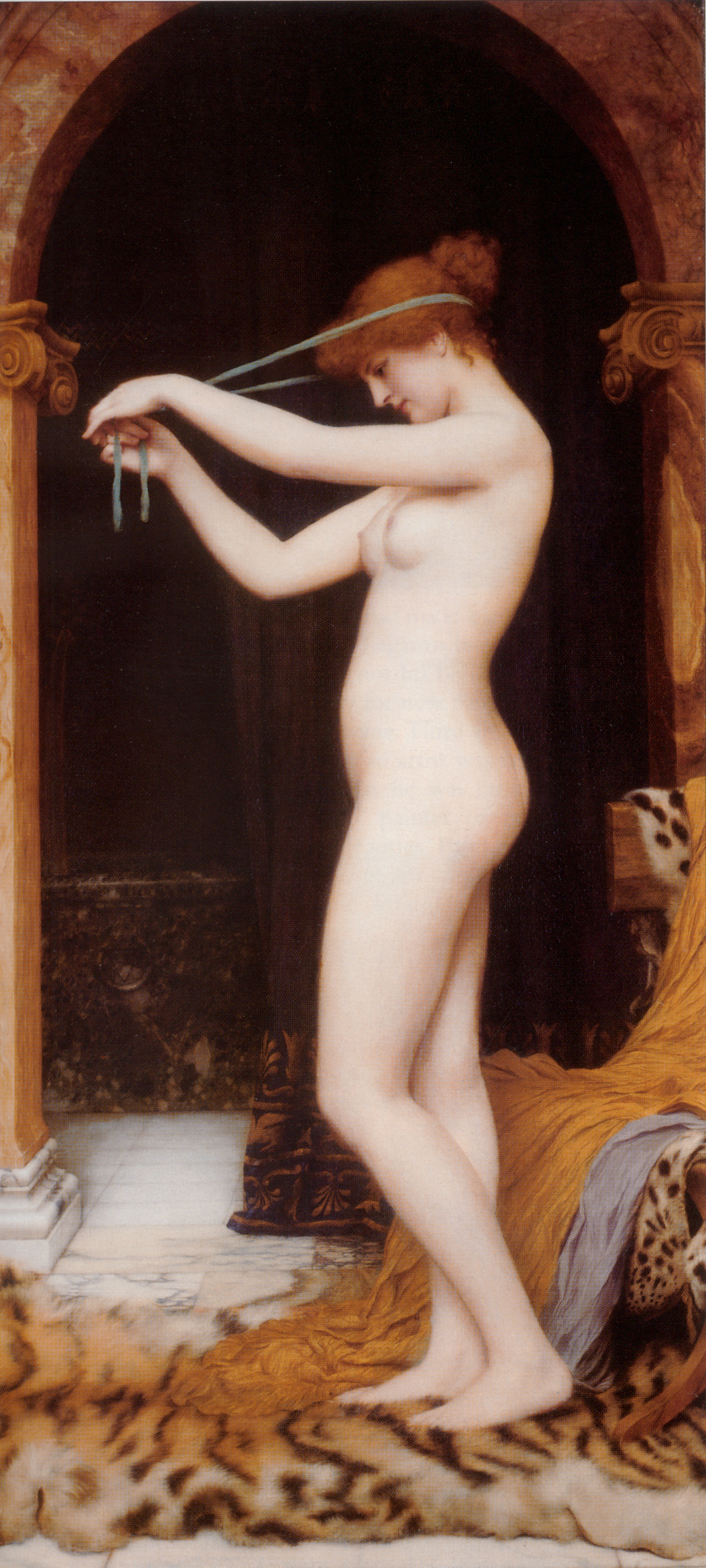
Венера, що підв'язує волосся, 1897

На межі 1890-1900-х років Годвард працював інтенсивно, створюючи в середньому 14-15 картин на рік. Предметами його полотен були зображення жінок в грецькому або давньоримському антуражі, який міг бути міфологічним, літературним або історичним. Художник прагнув брати участь у заходах Академії мистецтв, представивши на літній виставці 1896 року дві картини. Завдяки гравюрам Хансштегля, популярність художника досягла США. Найвідомішою його роботою цього періоду стала «Кампаспа», котра отримала схвальні відгуки від лондонських критиків, які відзначали простоту і чіткість форм і успішність застосування академічного методу. Втім, в огляді журналу The Studio те ж полотно зазнало нищівної критики за «наслідувальність і негармонійність». Художника дорікали за невірно зображену праву руку і плече моделі, в числі недоліків згадувався й такий: «Шматок мармуру, який, так би мовити, є цоколем цієї живої статуї, настільки реальний, що можна тільки пожаліти замерзлі ноги нещасної натурниці». В результаті картина так і не була продана і повернулася в галерею Макліна. Характерно, що Годвард зберігав авторські права на свої картини за собою.
Незважаючи на численні роботи 1897–1898 років на міфологічні та історичні теми («Венера, що підв'язує волосся» тощо), Годварду не вдалося домогтися обрання екстраординарним членом Академії. Причиною, мабуть, було його нерозуміння того, що Академія була не тільки художнім, але й соціальним організмом, а його самітницький спосіб життя не залишав йому шансів на підтримку в академічних колах. Тим часом, членство в Академії було необхідне йому для самоствердження в очах сім'ї. Однак у нього з'явилися постійні шанувальники, наприклад Мертон Рассел-Коутс, який в 1890-і роки придбав шість його робіт.
У 1899 році Годвард дебютував на Паризькому салоні з кількома не цілком типовими для нього роботами. У наступні роки він ще кілька разів виставлявся в Салоні, але врешті зовсім відійшов від виставкової діяльності. Проте, в новому XX столітті Годвард став визнаним живописцем класичного стилю і жанру. Але він не усвідомлював, що в міру зміни поколінь в Академії мистецтв популярність і підтримка неокласицизму пішла на спад, а творчий діапазон, і як наслідок, — потенційне коло покупців самого Годвард, було вузьким. За словами В. Свонсона, він писав виключно «груди і стегна чарівних красунь» («titty-rump-titty-rump» … of pretty bimbo women) і тим самим потрапляв у зовсім безвихідне становище.
Наприкінці 1901 року Годвард розійшовся з Макліном як своїм постійним арт-дилером, ймовірно, з фінансових причин. У каталозі аукціону галереї Макліна листопада 1901 року згадується тільки одна картина Годварда «Циган», яка була продана за 29 фунтів 8 шилінгів. Остаточного розриву, втім, не сталося, оскільки в тому ж місяці Маклін купив у Годварда ще одну картину. Вони співпрацювали до 1908 року.

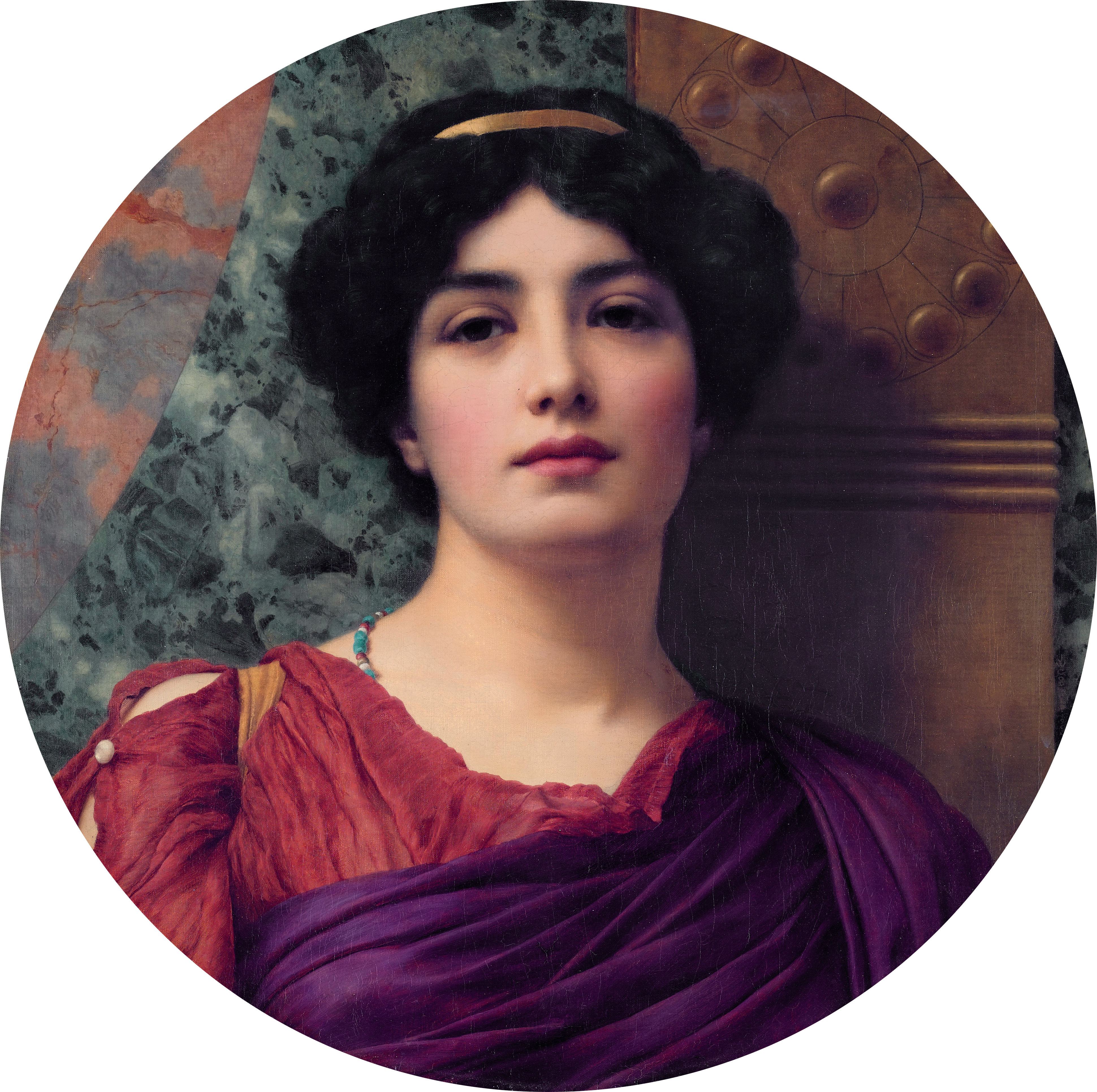
Роздум, 1903

У 1901 році Годвард представив на виставці Академії полотно «Венера в купальні». Як писав В. Свонсон: «Незрозуміло, чому Годвард наполегливо писав ростові оголені постаті жінок, які були не особливо гарними». У 1902–1903 роках він представив на академічній виставці малі за розміром полотна, котрі частіше зображали жіночі голівки, що контрастувало з його великими багатофігурними полотнами попередніх десятиліть. Крім того, він написав весільний подарунок для сина свого дилера — Генрі Макліна — «Rendezvous».
У 1904 році пішли з життя тітка художника — Анна-Марія Годвард — і його батько. Годвард став єдиним спадкоємцем тітки, але від батька йому дісталися тільки золотий годинник з ланцюжком, тому що статки у 6000 фунтів він відписав матері — Сарі Годвард. Мабуть, під враженням від смерті батька, Джон Говард купив тоді ділянку на кладовищі Бромптон, яка коштувала йому 21 фунт стерлінгів. Тоді ж у батьківський будинок повернулася сестра Марія-Фредеріка («Нін»), яка до кінця життя доглядала за овдовілою матір'ю, проте відносини між сім'єю і художником залишалися напруженими.
У 1904 році Годвард написав дві свої найкращі роботи: «Dolce Far Niente» і «У дні Сафо». Друга з них демонструє новий засіб художньої виразності — модель дивиться прямо на глядача. Критики відзначають оригінальність її колірної гами: на тлі мармуру виділяються шафранові і голубуваті тони вбрання

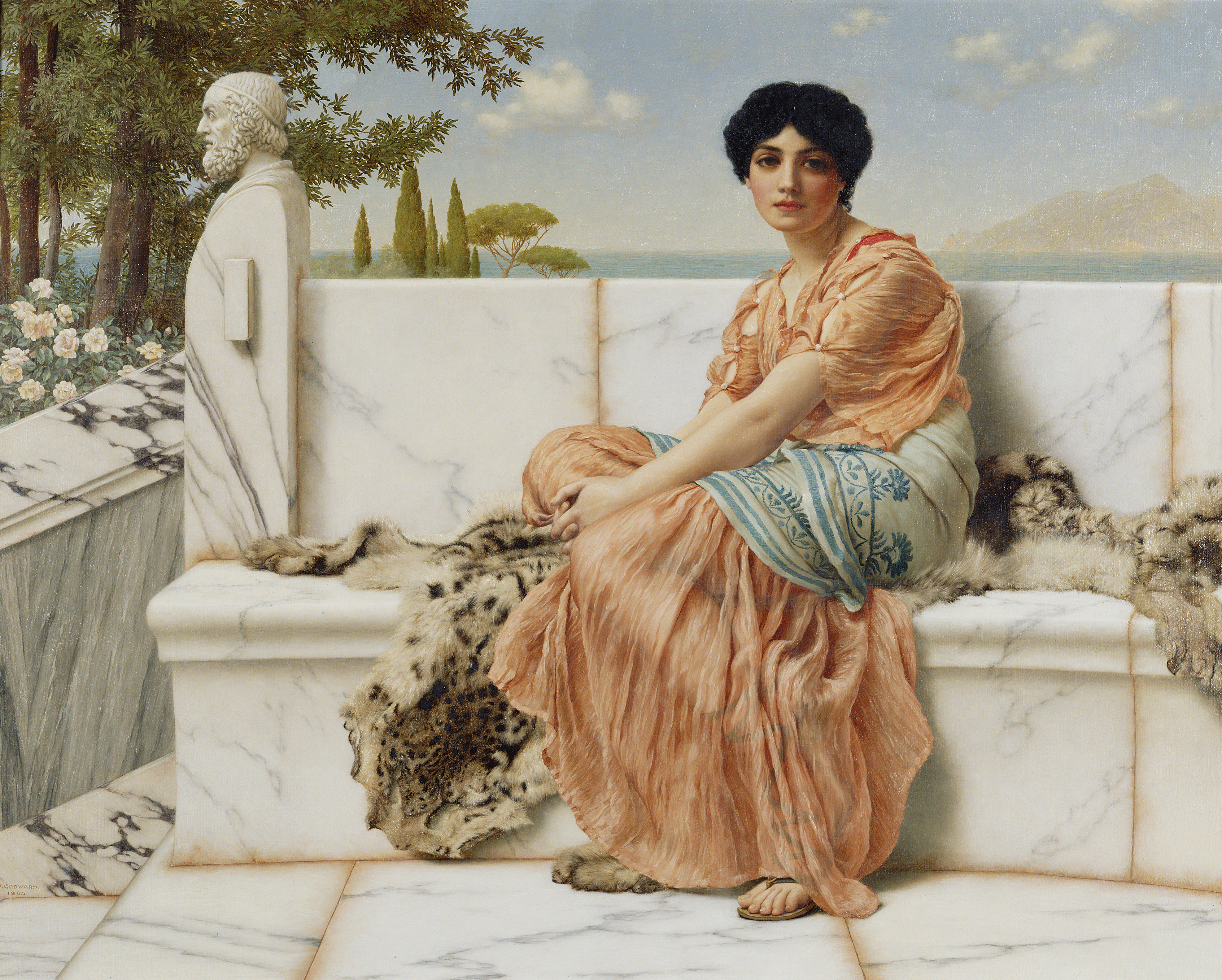
У дні Сафо. 1904, Музей Гетті

У травні 1905 року Годвард востаннє брав участь у виставці Академії мистецтв; з якої причини він перестав співпрацювати з Академією, невідомо. У всякому разі це не було пов'язане з несхваленням його творчості, яка була в Британії на піку популярності. У тому ж 1905 році він влаштував виставку в Парижі і поступово став віддалятися від англійського художнього життя. У 1905 році художник вирушив до Італії, можливо, в перший раз. Відомості про цю поїздку украй мізерні, як і всі біографічні відомості про Годварда. Є свідчення, що на тривалу поїздку за кордон Годварда підштовхнули будівельні роботи поряд з його будинком в Челсі — зводили футбольний стадіон. Головним джерелом щодо цієї його поїздки був альбом із замальовками, які фіксують експонати Національного музею в Неаполі, а також частина листування, що велося через Макліна. У сім'ї вважали, що він вирушив на Капрі, картини цього періоду фіксують пейзажі Неаполітанської затоки, Сорренто і Помпей. Поїздка до Італії навряд чи позначилася на художній манері і методах Годварда, проте країна справила на нього враження. До цього періоду належить його картина «Помпейський сад» — одне з його останніх масштабних полотен.
У 1906 році Годвард в черговий раз брав участь у роботі Паризького салону. Після смерті Макліна в 1908 році, художник втратив надійного партнера, за рахунок якого він жив протягом 21 року. У тому ж році Годвард підписав контракт з Юджином Креметті, який також виявився надійним партнером, чия фірма продавала полотна художника до самої його смерті. У 1908–1909 роках було написано безліч декоративних картин із зображеннями жіночих голівок, з них не менше десяти — в одному лише 1909 році.
Початок 1910-х років в комерційному відношенні став найуспішнішим для Годварда. У той період інтерес до Стародавнього Риму, з яким ототожнювалася Британська імперія, був особливо великий у середовищі консервативної інтелігенції і промислових магнатів, цей інтерес зберігався аж до Першої світової війни. Продуктивність художника дещо знизилася, але критики відзначали чудову якість робіт. Хороші заробітки призвели до того, що в 1910 році Годвард вирушив до Риму, де почав підшукувати для себе будинок і студію, але більшу частину 1910 і 1911 років провів у Лондоні. Хоча його від'їзд пов'язували з відносинами з моделлю-італійкою, але, ймовірно, були проблеми й іншого плану. Ще до еміграції художника арт-ринок Великої Британії радикально змінився. Бурхливе поширення авангардизму починаючи з 1911 року набувало організованого характеру (першою стала група Кемден Таун), причому і критики і художники-модерністи вчинили атаку на представників академічного мистецтва, що залишилися. Знаковою виявилася і смерть Альма-Тадеми влітку 1912 року.

## Рим

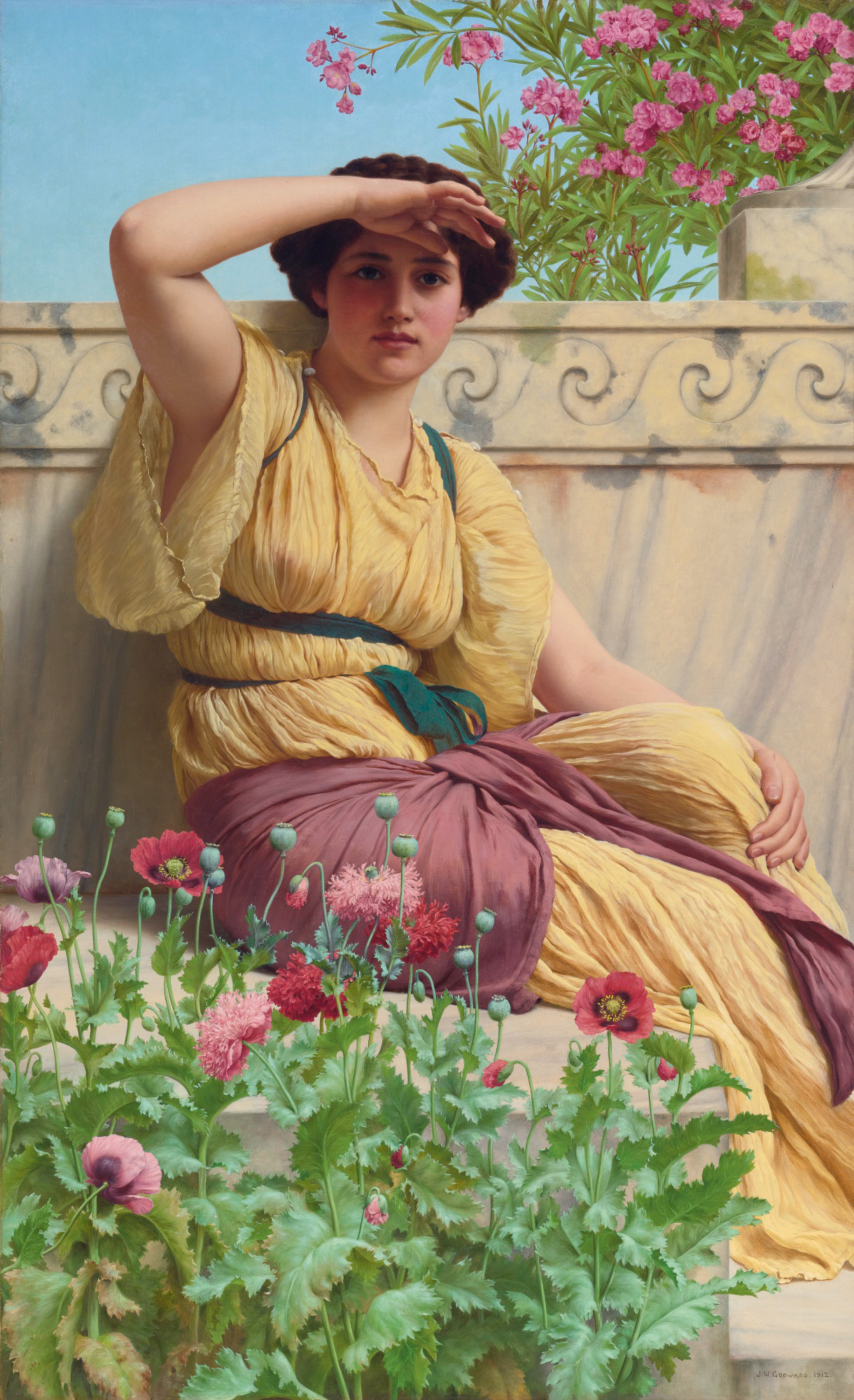
Непризначене побачення, 1912

Незважаючи на поширеність думки про раптовий від'їзд Годварда в Рим, насправді він розтягнувся майже на два роки. За деякими даними, він їздив до столиці Італії ще в кінці осені 1911 року, але остаточно влаштувався там до червня 1912 року. Напередодні від'їзду він передав всі авторські права на свої англійські твори сестрі Нін. З 1912 року на звороті його полотен з'являється напис «Рим»; до від'їзду він не маркував своїх полотен таким чином. Годвард прожив в Італії 10 або 11 років, і про його життя в цей період відомо надзвичайно мало. Імовірно, він експонував свої картини на консервативних академічних виставках Societi Amatori e Cultori. Відносини з родиною виявилися остаточно зіпсованими. Сімейні легенди свідчать про те, що мати була шокована зв'язком сина з натурницею-італійкою з бідного сімейства і тим, що він відкрило жив з нею, вчинивши «подвійну зраду».
В цілому, В. Свонсон оцінює його рішення про переїзд негативно, оскільки ринком збуту творів Годварда залишалася Англія. З іншого боку, він був позбавлений можливості дискутувати з критиками, які все більш вороже ставилися до академічного живопису. Італія на початку XX століття була ще «вільна від імпресіонізму», а в Римі, Флоренції та Неаполі існували неокласицистичні школи, правда, дуже скромні за розміром і впливом, але схвалювані публікою. У Римі працювали художники, аналогічні за тематикою Годварду: це були Луїджі Бадзані (1836–1927) і Ежен Гальєн-Лалу, який писав з археологічною точністю вуличні сцени Стародавнього Риму і Помпей, а також Едоардо Етторе Форті, котрий зображав давньоримські свята. Годвард, на думку В. Свонсона, цілком вписувався в це коло. Крім того, в Римі добре знали і пам'ятали класицистів-іноземців, особливо поляків Генріха Семирадського і Стефана Бакаловича.
в цвету
Роботи Годвард римського періоду стають більш яскравими і насиченими за колоритом, але як правило безсюжетні. Типовою картиною 1912 року (а загалом він написав їх у тому році 9) було «Непризначене побачення». Модель, як зазвичай у Годварда, дивиться в бік глядача, її відтіняють квітучий олеандр у верхній частині картини і маки в нижній частині. Кольори одягу поєднуються з тоном мармурового бордюру. Годвард почав більшу увагу приділяти натюрмортам як органічній частині фігуративного живопису, а також захопився пленерними ефектами. Від римського періоду до нас дійшло шість його пейзажів.
Особливу роль грала його римська резиденція, розташована в Монте-Паріолі, ліворуч від входу в головний парк Вілли Боргезе. Будівником і власником вілли, в якій жив Годвард, був ельзасець Альфред Вільгельм Штроль-Ферн (французький громадянин), який оселився в Італії після 1870 року. Він хотів створити особливу «оазу», в якій нічого не нагадувало б ні про Францію, ні про Німеччину. При віллі був сад, в якому росли сосни, ліванські кедри, кипариси, гігантські магнолії та вільхи. Журналісти описували стиль вілли як суміш неоготики і неоромантизму, в дусі «Острова мертвих» Бекліна. У підсумку Штроль-Ферн побудував ціле селище для художників, в якому студії зводилися за індивідуальними замовленнями, причому одним з перших власників став сам Арнольд Беклін. В. Свонсон припускав, що Годвард зняв саме ту студію, в якій дещо раніше працював Ілля Юхимович Рєпін. Складно сказати, чи було у Годварда достатньо коштів для студії або Штроль-Ферн, сам будучи любителем класичної давнини, забезпечив англійцю відомі пільги.

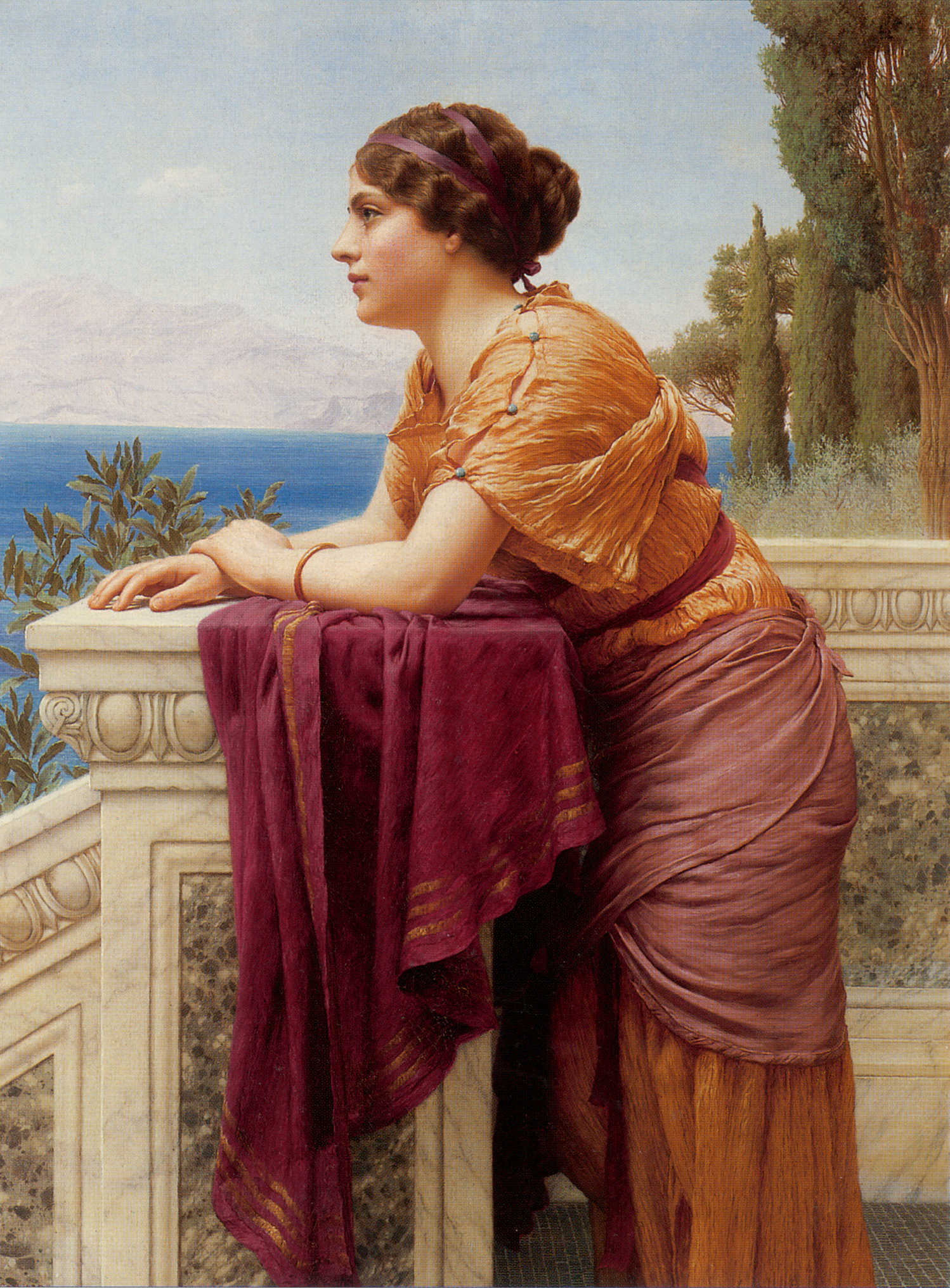
Бельведер, 1913

У Римі Годвард вів колишній — самітницький — спосіб життя, імовірно, власний живопис був єдиним, що його взагалі цікавило. Ще в Лондоні він, за описами, починав працювати тільки но вставав вранці, і практично не переривався до кінця дня. У Римі він почав писати на пленері, що не було типовим для його англійських робіт. У результаті, його картина «Бельведер» отримала в 1913 році золоту медаль на міжнародній виставці в Римі, характерно, що моделлю для цього невеликого полотна послужила англійка, а не італійка. Відомо також про його участь у виставках в Парижі 1914 року й в Брюсселі в 1919 році, але немає ніяких свідоцтв про співпрацю з римськими академіями св. Луки і Витончених мистецтв.
За іронією долі, молоді художники, які розділяли ідеї фовізму і футуризму, наприкінці 1910-х років почали збиратися саме на віллі Штроль-Ферна і сусідньому кафе «Араньо», готуючи революцію в мистецьких колах Риму і відкрито заявляючи про знищення класичного мистецтва. Їх виставки в 1918–1922 роках проходили в Пінчіо, неподалік від резиденції Годварда. Художник принципово не звертав уваги на нові віяння, однак зосередженість на традиційних для нього сюжетах не сприяла його творчому зростанню. На думку Джозефа Кестнера, картина «Новий парфум» демонструє спробу поєднати манеру Альма-Тадеми і Лейтона, що стало «небезпечним експериментом», бо Годвард не вмів докладно і археологічно вірно відтворювати інтер'єри і обстановку.
До 1915 року продуктивність Годварда ще більш зменшилася: до цього року належать лише 5 картин. Неможливо судити, чи було це пов'язано з погіршенням здоров'я або втратою деяких творів. Крім того, у 1923 році брати — Альфред і Едмунд — знищили весь римський архів Годварда, тому неможливо точно встановити кількість створених ним робіт. Судячи з листування з Креметті, з серпня 1914 року не було продано жодної картини — почалася війна, і арт-дилери перестали випускати каталоги [12]. Проте, на звороті картини «По блакитному Іонічному морю» (1916 року) збереглася етикетка, котра засвідчує, що її придбала фірма Mullen Ltd і виставляла її в художній галереї Сент-Пол. У 1918 році Годвард несподівано звернувся до акварелі, цього року він написав їх 9 (з 14 збережених). Акварелі свідчать про вплив класичної англійської школи, може бути, позначилося короткочасне відвідування Англії після закінчення війни: відомо, що він побував у Баті.

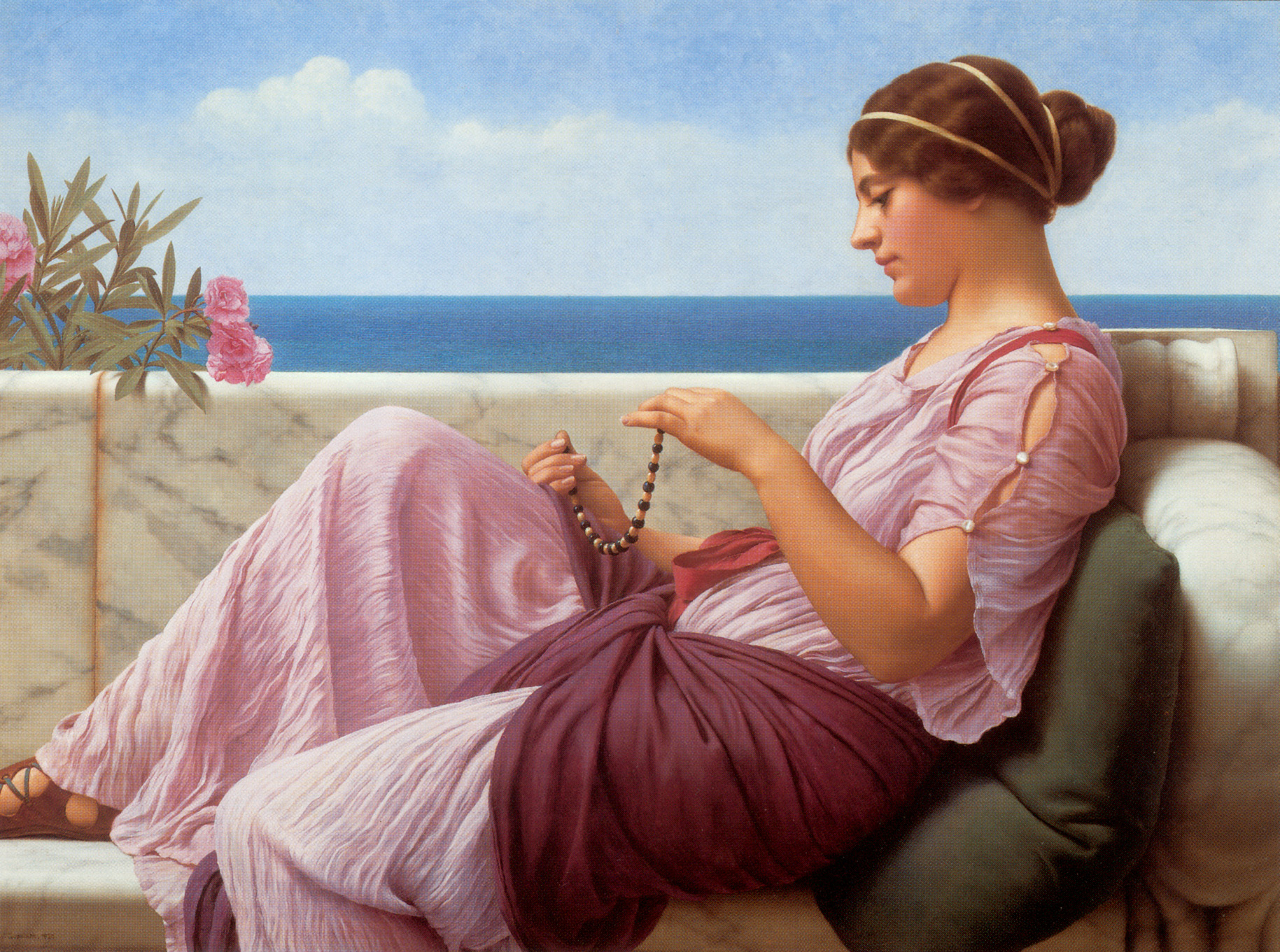
Спогад, 1920

Незважаючи на мізерні свідчення, відомо що після 1918 року Годвард ще чотири рази їздив до Англії, в тому числі на похорон племінника — Вільяма Скотта, сина Нін — і весілля свого брата в 1920 році. У 1919 році він написав 5 картин. Годвард занурювався в депресію, як від новин з батьківщини, так і через те, що вілла Штроль-Ферн занепадала — її господареві виповнилося 70 років, а загальне число студій зросла до ста, причому найчастіше «студіями» служили халупки, що більше нагадували нетрі. Епідемія «іспанки» 1919 року також завдала певної шкоди художньому суспільству Риму.
У 1920 році Годвард написав п'ять картин, здоров'я його безперервно погіршувалося. Це не позначилося на якості його робіт, в числі найкращих називають «Червоні троянди» і «Спогад». «Спогад» відносять до найсучасніших за стилем і найбільш глибоких творів Годварда. Доля картини виявилася вдалою: Креметті продав її індійському махараджі. Від 1921 року збереглося тільки дві картини, дуже скромних за розміром і змістом, але невідомо, чи були вони завершені в Римі або вже після повернення до Англії. У травні або червні 1921 року студія Годвард була захоплена групою художників-радикалів, до якої входили Антонелло Тромбадорі і Джорджо де Кирико.

## Повернення до Лондона. Загибель

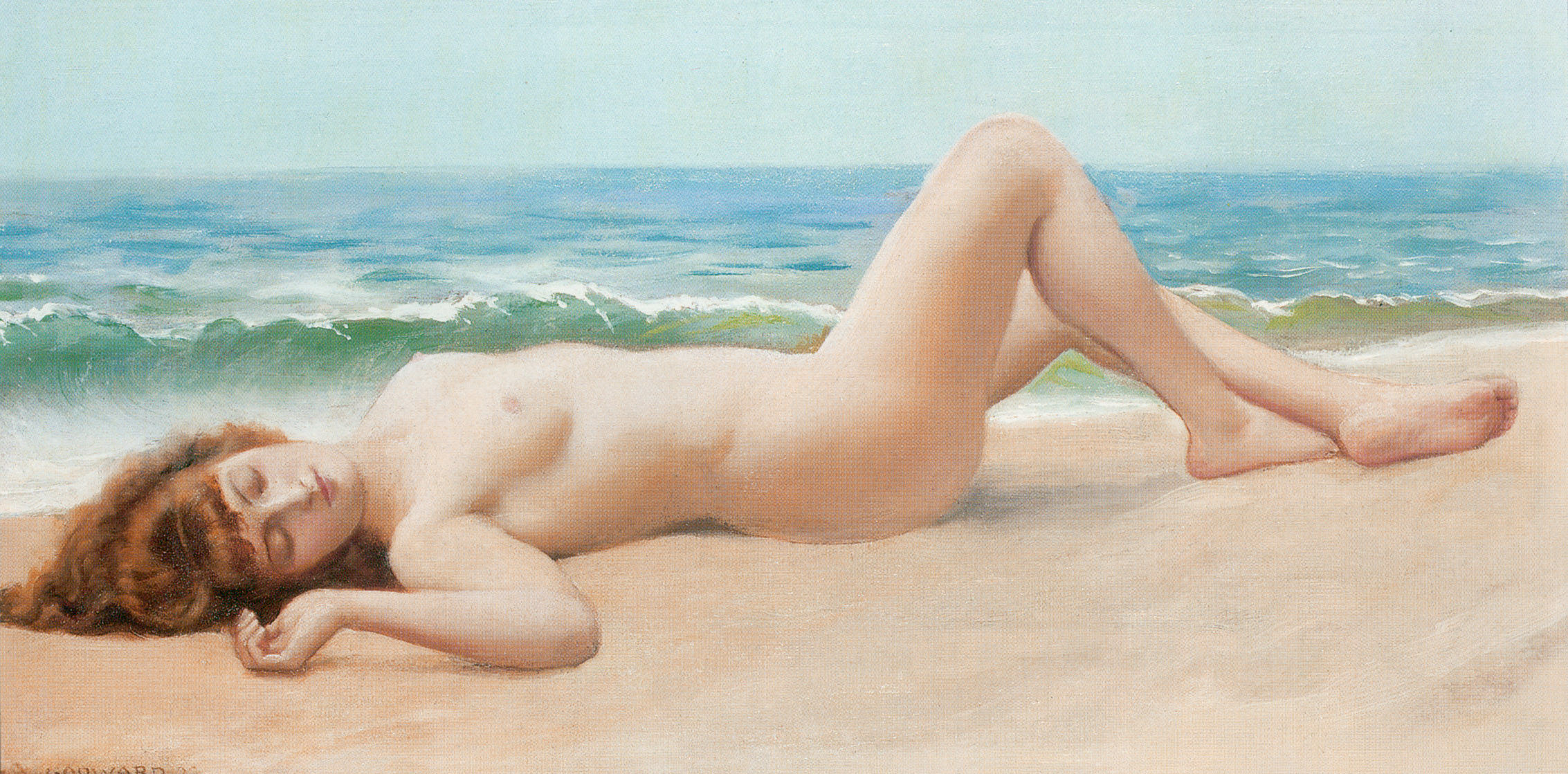
Nu Sur La Plage, 1922

Причини повернення Годварда до Англії невідомі, але в основному їх пов'язують з депресією і слабким здоров'ям художника; ймовірно, були і фінансові проблеми. Він переїхав до Лондона в травні або червні 1921 року, передчуваючи швидкий кінець. Ще в Римі він написав заповіт, датований 30 січня; в журналі The Connoisseur писали, що Годвард повернувся до Лондона за 18 місяців до своєї смерті. У другому заповіті, датованому 20 серпня 1921 року, дана адреса студії на Фулем-роуд, будинок 410, в якій він жив до від'їзду до Італії; всі ці роки її займало подружжя Вонтнерів, а потім там оселився його брат — Чарлз Годвард — з молодою дружиною. Про його лондонське життя відомо вкрай мало. Академізм в Англії був забутий, президент Королівської академії мистецтв Пойнтер помер ще в 1919 році, взагалі вся обстановка не сприяла роботі Годварда. Він продовжував жити відлюдником і абсолютно не дбав про себе, його родичка Айві Годвард згадувала, що Джон Вільям готував на початку кожного тижня каструлю тушкованої яловичини, якою харчувався до кінця тижня; результатом стала виразкова хвороба.
В останній рік свого життя — 1922 — Годвард написав лише три картини. Одна з них — «Nu Sur La Plage» — незвичайна для його творчої манери, але показує, що він продовжував удосконалювати стиль «для себе». Остання його картина «Споглядання» була продана Креметті за 125 фунтів, що було цілком прийнятною ціною для того часу, враховуючи, що покупців класицистичного живопису в Європі майже не залишилося.
Депресія художника посилювалася. На думку Джозефа Майнора, одразу після повернення до Лондона, Годвард зрозумів, що британське художнє середовище стало ворожим для нього, а в світлі нових тенденцій у критиці було неможливо отримати оцінку його творчості. Не маючи сил чинити опір, 13 грудня 1922 року Годвард покінчив життя самогубством у віці 61 року 4 місяців і 4 днів. Судячи з замітки у «Фулемській газеті», він взяв у рот газовий шланг (від кухонної плити) і обмотав голову пальто, щоб швидше задихнутися. У студії залишилося чисте полотно, до роботи над яким художник так і не приступив.
Родичі були шоковані і відчували себе знеславленими. Доходило до того, що вони заперечували факт самогубства, в друкованому вигляді заявивши, що стався нещасний випадок з кухонною плитою. 16 грудня лондонський коронер Освальд провів дізнання, з результатів якого випливало, що самогубство було навмисним і готувалося кілька місяців. Звіт про дізнання був опублікований у тій же «Фулемській газеті». Як було прийнято в ті часи, самогубець був визнаний неосудним. Художник був похований на старому Бромптонському кладовищі, розташованому в декількох сотнях метрів від його студії. Поруч поховані художники Генрі Коул, Джеймс Годвін, Вел Прінсеп і Фредерік Сендіс. Були присутні тільки найближчі родичі; самовбивцю поховали по-християнському, церемонію провів преподобний Рейнольдс, настоятель цвинтарної церкви. На могилі Годварда встановили простий кам'яний хрест. Єдиний некролог побачив світ на початку 1923 року в журналі The Connoisseur, в ньому констатувалося, що з 1905 року Годвард перестав брати участь в британських виставках і був давно забутий.

## Спадщина і оцінки

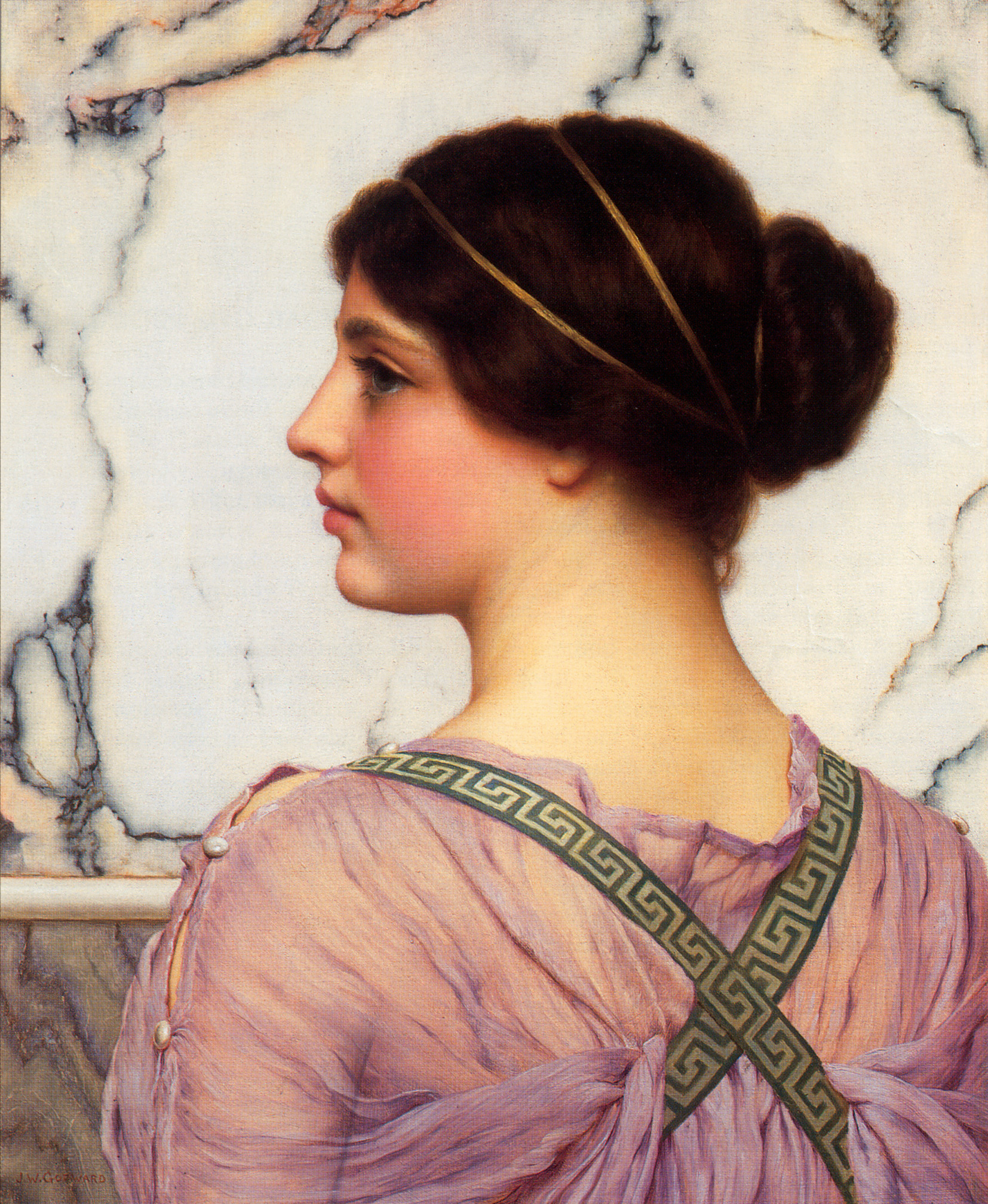
Грецька красуня, 1909

Після самогубства старшого сина, мати Годварда знищила весь його архів і всі згадки про нього в сімейних паперах, включаючи фотографії; не лишилося жодного документа особистого характеру або зображення художника. Характерно, однак, що родичі не чіпали творів мистецтва, за які можна було б виручити гроші, у всіх членів родини залишилися малюнки або невеликі картини Годварда. Художник залишив два заповіти, тексти яких були практично ідентичними, проте був застосований римський заповіт січня 1922 року, а фулемський був формально скасований 10 березня 1923 року. Ще 7 березня був влаштований розпродаж меблів на аукціоні «Сотбіс» (всього 13 лотів, імовірно, там були і картини). Причиною настільки поспішного розпродажу, мабуть, було прагнення уникнути податку на спадщину.
Джон Вільям Годвард залишив 500 фунтів стерлінгів своїй матері Сарі, 300 фунтів передавалося братам Альфреду і Едмунду і сестрі Марії-Фредеріці, студія з усім майном передавалася братові Чарлзу, який жив там з сім'єю ще рік після самогубства. Майно в Італії мало бути реалізоване через Альфреда і Едмунда. По суду з римської студії виселили модерністів-загарбників; після оплати всіх витрат (20 000 000 лір), братам залишилася незначна сума в 18 610 лір.
Як художника, Годварда найчастіше оцінюють як наслідувача і послідовника Альма-Тадеми, ґрунтуючись на головних сюжетах його полотен. Однак Годвард ніколи не прагнув до археологічних реконструкцій в дусі Альма-Тадеми, його вабила жіноча краса в чистому вигляді. Іноді Годвард визначають як послідовника Ф. Лейтона, але, на думку В. Свонсона, це невірно. Годвард належав класичній школі формально і уникав типових для класицизму тем і урочистих багатофігурних композицій, його стиль глибоко індивідуальний, легко відділяється від всіх його сучасників і саме тому має вивчатися істориками мистецтва. На думку Свонсона, якби по-іншому склалися культурні обставини, Годвард міг би реалізуватися в рамках мінімалізму або формального абстракціонізму.

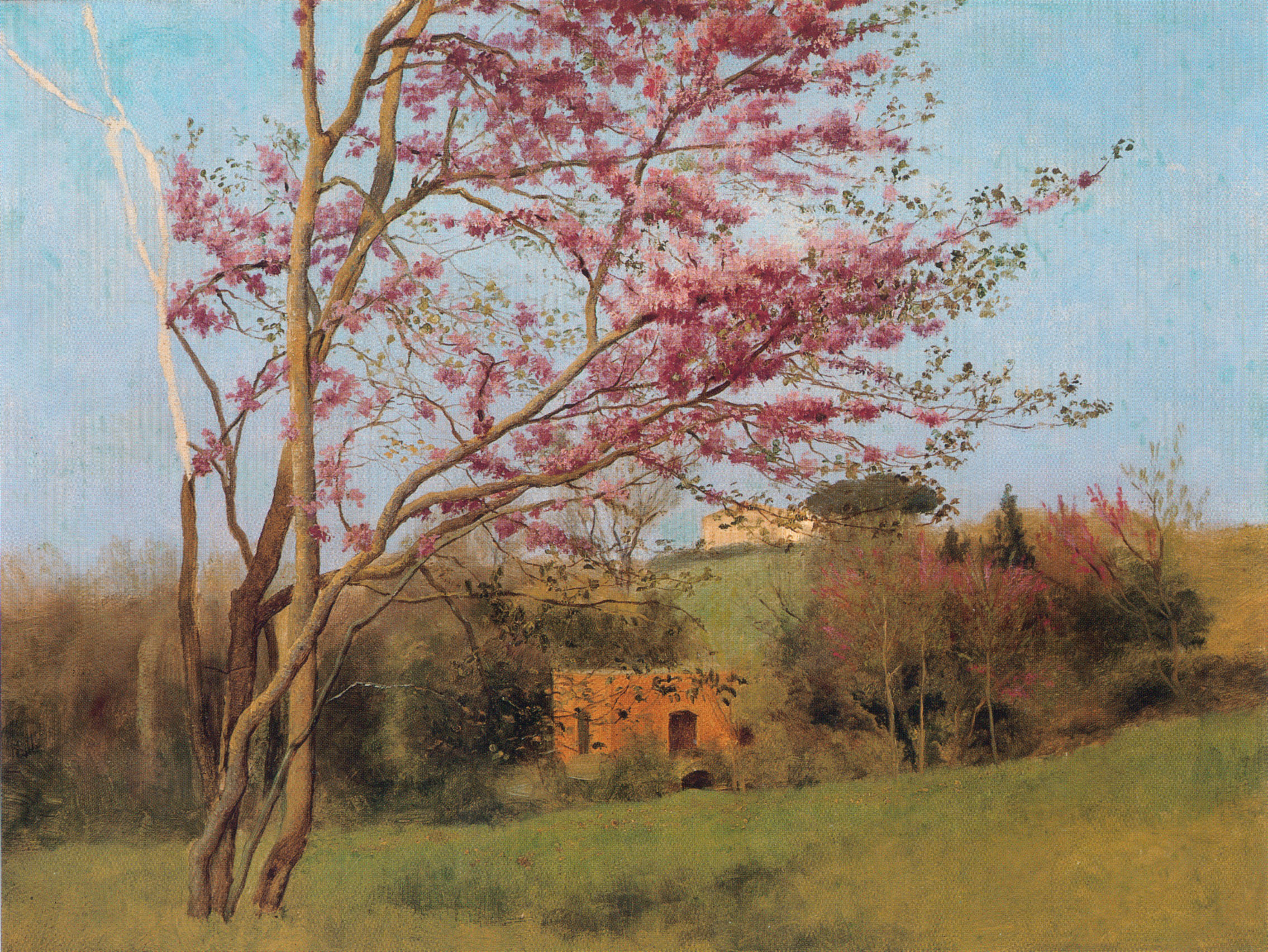
Пейзаж з червоним мигдалем. Близько 1912

Годвард не може бути визнаний великим художником, проте він зумів виробити свій стиль і був досить плідний. Не маючи ділових здібностей, він став комерційно успішним завдяки співпраці з Макліном, який 21 рік поспіль платив йому в середньому по 80 фунтів стерлінгів за картину, що було значно менше гонорарів Альма-Тадеми. Пояснювалося це тим, що Годварду чудово вдавалося колірне рішення картин, впевнено він передавав квіти і фактуру мармуру, драпірування (особливо гру дрібних складок) і хутряні шкури. Людські фігури, особливо другорядні деталі, зокрема, пальці рук і ніг, а також пейзажі заднього плану, на якому вони розташовувалися, вдавалися йому значно гірше, Свонсон навіть використовував термін «дилетантизм». Закиди, винесені критиками «Кампаспи», справедливі для всієї творчості Годварда. Про техніку письма Годварда складно говорити, оскільки від нього майже не залишилося незавершених робіт. У цьому відношенні примітний «Пейзаж з червоним мигдалем», на якому недописаним залишився лівий стовбур квітучого дерева. Годвард, мабуть, робив попередній малюнок вугіллям або графітом прямо на робочому полотні, потім ґрунтував його і брався за роботу по окремих секторах; завершивши певну частину полотна, переходив до наступного. Зазвичай він майже не робив поправок.
Збереглися два альбоми його замальовок та ескізів 1904–1905 і 1912–1913 років, вони демонструють можливості Годварда-графіка. Станковим малюнком він не займався, а ескізи його дуже приблизні і ніколи не розраховані на стороннього глядача. Своїх моделей він волів писати з натури маслом, роблячи лише попередні ескізи. Деякі збережені начерки дозволяють зробити висновок, що як художник, Годвард був самоучкою або навчався на неформальній основі; його графіка демонструє відсутність «плинності», характерної для художників XIX століття, що пройшли академічний вишкіл. Годвард сформувався як художник до 30-річного віку, і надалі майже не прогресував у своїй творчій манері, незважаючи на деякі жанрові і колірні експерименти. Це також свідчить про слабку професійну підготовку, а також про комерційну спрямованість його творчості, яка задовольняла смаки покупців і самого художника.

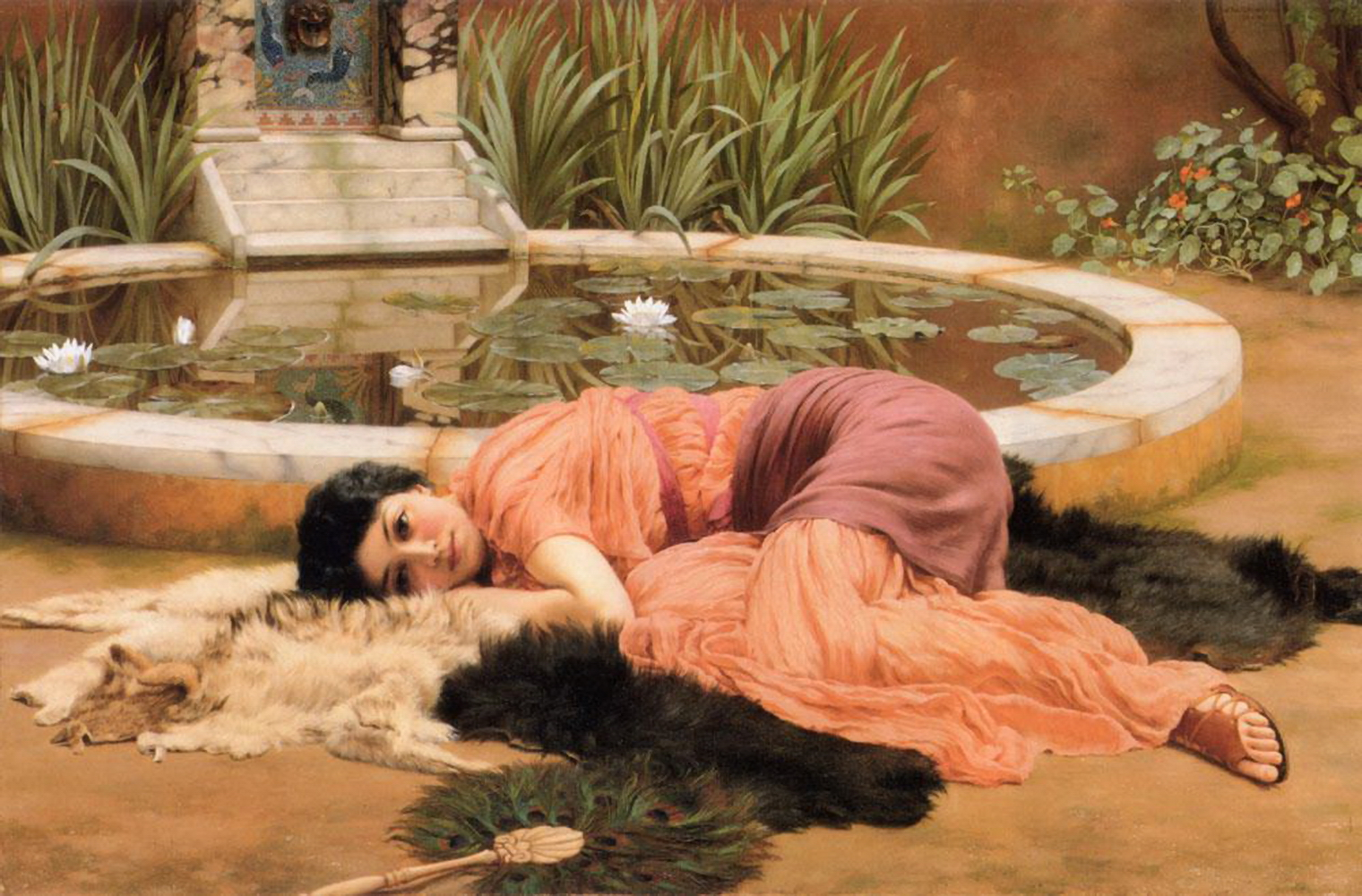
Dolce Far Niente, 1904

Після смерті Годварда його картини продовжували продаватися за вкрай низькими цінами. Зокрема, в період 1916–1950 років антикварами Лондона було реалізовано принаймні 23 полотна Годварда, в тому числі «Цнотливі забави» і «Жриця», написані в 1890-ті роки. У 1940-1960-ті роки картини Годварда продавалися в «Художній галереї» універмагу Harrods, на аукціонах в той період вони не виставлялися, і до початку 1970-х років здавалося, що його мистецтво остаточно забуте.
Відродження інтересу до вікторіанського класицизму почалося в 1973 році, коли на аукціоні «Сотбіс» була розпродана колекція полотен Альма-Тадеми, зібрана в попереднє десятиліття продюсером Аленом Фунтом. Інтерес до кола Альма-Тадеми автоматично означав інтерес і до творчості Годварда. Творчістю обох митців з 1976 року займався американський мистецтвознавець Верн Свонсон, котрий обійняв у 1980 році пост директора Спрінгвільського художнього музею. Він же опублікував дослідження його життя і творчості, зібравши всі доступні джерела.
Поступово підвищується вартість робіт Годварда. У 1963 році його картина «Грецька красуня» (1909) була придбана санітаром швидкої допомоги Чарлзом Смітом за 90 фунтів стерлінгів, що складало тоді його двотижневу зарплату. У 1995 році полотно «Dolce Far Niente» пішло з аукціону за 567 тисяч доларів.